# Gnomònica
|  | No s'ha de confondre amb gnòmica. |

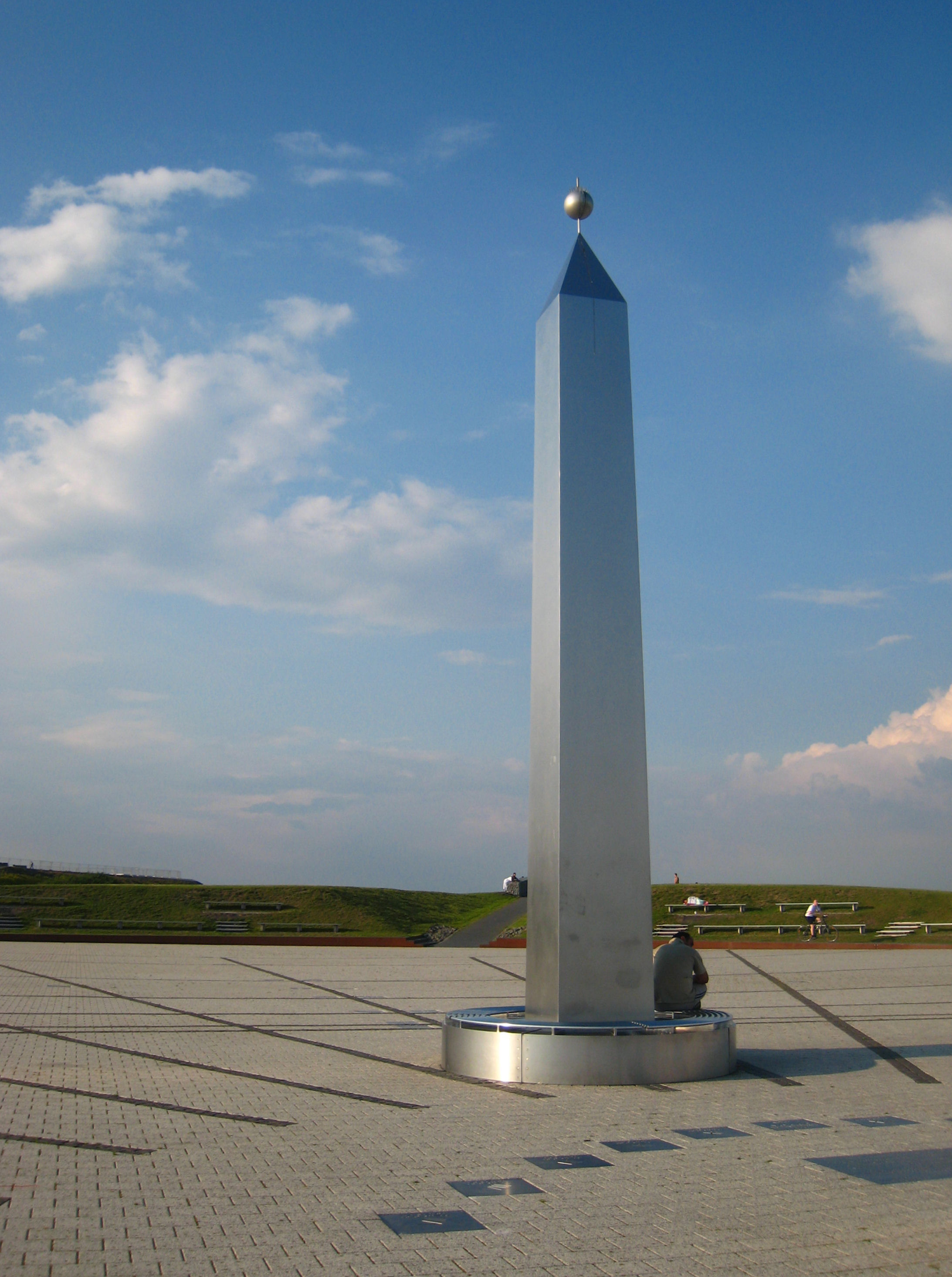
Gnòmon modern a Recklinghausen

Gnomònica és la ciència encarregada d'elaborar teories i reunir coneixements sobre la divisió de l'arc diürn o trajectòria del Sol sobre l'horitzó, mitjançant l'ús de projeccions específiques sobre superfícies. Aquesta ciència és molt útil per al disseny i construcció dels rellotges de sol i en cartografia (projecció gnomònica).
Hi va haver un moment en la història de la rellotgeria en què els rellotges de sol van tenir una gran rellevància pel fet que eren els únics instruments capaços de donar l'hora amb precisió suficient com per a regular la vida quotidiana de les persones. Per aquesta raó, la gnomònica es considerava una ciència amb aportació de valor als costums de la societat.
A poc a poc, durant el segle xvii, els rellotges mecànics van anar millorant fins al punt que eren prou precisos com per a substituir els rellotges de sol. D'aquesta manera, s'aconseguien majors autonomies (de l'ordre de dies) i majors precisions (de l'ordre de segons). És per aquesta raó que la ciència dels rellotges de sol (gnomònica) va anar decaient a poc a poc.

## Etimologia
La paraula «gnomònica» prové del grec gnonmos ('coneixement' i 'indagació'). És molt possible que la paraula hagi tingut com a origen el fet de poder predir la posició de l'ombra del pal dels rellotges de sol. Però, aquesta ciència no sempre s'ha anomenat igual; per exemple, en el segle v apareix el terme sciotereo, que significa 'observar l'ombra', i Clement d'Alexandria en el segle ii va referir-se a la gnomònica com a sciografia en els seus escrits. N'existeixen posteriorment altres denominacions curioses, com ara horografia ('escriptura de rellotges') o bé fotosciatèrica ('escriptura de llum').

## Història

### Història de la projecció en cartografia
La gnomònica ha estat sempre unida, per una banda, al concepte de mesura del temps i, d'altra banda, a la idea d'aplicació cartogràfica de representació en mapes terrestres, encara que se suposa que el primer a emprar aquest tipus de projecció va ser el físic grec Tales de Milet per a construir mapes estel·lars.
Alguns mapes terrestres de l'any 1803 van emprar aquesta projecció sobre els sis plànols tangents a una esfera (que formen un cub). Es va emprar sobretot en els segles xvi i fins a mitjan segle xx en la projecció de la superfície terrestre sobre les cares de diferents poliedres.

### Història de la gnomònica en el disseny de rellotges solars
L'autor grec que va iniciar el domini d'aquesta tècnica, i potser és el més important, va ser Heròdot d'Halicarnàs (484 - 426 aC), que feu una petita ressenya en la seva Història (2, 109, 3) dels coneixements grecs del temps, dient que havien adquirit la divisió del dia en dotze parts dels babilonis. Per tant, el sistema horari dels grecs era temporani: amb això es vol dir que l'hora s'entenia com la dotzena part de l'arc diürn recorregut pel Sol, però com que tal arc varia al llarg de l'any, l'hora també varia. Per aquesta raó, a aquest sistema se l'anomena també d'hores desiguals.
Els romans, al seu torn, van heretar aquest sistema de divisió del dia dels grecs.
Plini el Vell (ca. 100-59 aC), en la seva obra Història natural (llibre XXXVI, capítol XIV), relata la història del rellotge que l'emperador August va fer construir al Camp de Mart, aprofitant un obelisc.
En els segles xviii i xix, a poc a poc, es va anar abandonant aquesta projecció (predominant en l'elaboració de rellotges solars) i es va passar a emprar altres projeccions cartogràfiques com ara: azimutal, ortogràfica, Lambert, etc.,

## La gnomònica en els últims segles
Després del decaïment de la gnomònica a causa de la reeixida evolució de la rellotgeria mecànica durant el segle xvii, es pot dir que aquesta va caure en oblit fins que, a finals del segle xviii i començament del xix, es van descobrir les troballes arqueològiques de l'Etna, on es trobaren rellotges de sol, cosa que va despertar la curiositat dels científics.
La gnomònica ha anat decaient a poc a poc fins a convertir-se en una simple afició, coberta per una quantitat d'associacions culturals repartides per tots els països del món; a Europa, hi ha associacions a Holanda, a Alemanya, França, Itàlia, Espanya, etc.
En països com Japó o bé Estats Units, hi ha importants grups encarregats de divulgar la ciència dels rellotges de sol.

## Teoria i pràctica
El projecte i construcció d’un rellotge de sol ha de tenir en compte tres aspectes fonamentals: la llum, les ombres i la geometria.

### Llum
La llum del sol projecta sobre la terra raigs que poden considerar-se palal·lels. La posició del sol que cal considerar és la seva posició aparent per a un observador terrestre. Aquesta exigència és culpa de l’atmosfera que altera la posició real del sol, fent que la seva imatge es refracti i aparegui desplaçada.
Això implica aplicar una correcció a la sortida i a la posta, quan el sol es veu més baix.

### Ombres
En la majoria de casos, la posició de l’ombra és la que marca i permet llegir l'hora. La percepció casolana de l’ombra és prou senzilla i precisa par a rellotges de disseny simple i elemental. En els projectes més elaborats cal considerar la teoria de les ombres projectades.

### Geometria
L'estudi geomètric del fenomen (sol, gnòmon i ombra) permet dissenyar, projectar i construir rellotges de sol amb un grau de precisió acceptable.

## Tractats de Gnomònica
La lectura dels tractats de Gnomònica, clàssics i moderns, permet comprendre l'estat de la qüestió en cada època i aproximar-se a la història d’aquesta ciència.

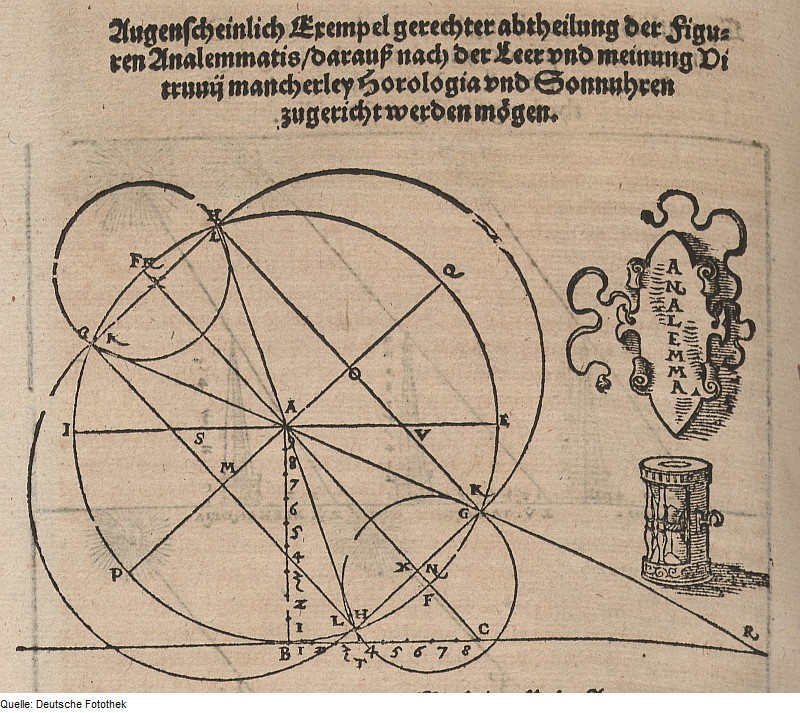
Representació de l' Analema de Vitruvi.(gravat en fusta que data del 1575).

- c 15 aC. Marc Vitruvi Pol·lió: De Architectura, llibre IX. Hi ha una traducció catalana a: “La Busca de Paper”, núm. 28, tardor de 1997, p. 1-6, núm. 29, hivern de 1998, p. 5-11, núm. 30, primavera de 1998, p. 9-12, núm. 31, estiu de 1998, p. 8-12, núm. 32, tardor de 1998, p. 9-12 i núm. 34, primavera de 1999, p. 11-12.[5]

- c 355. Rutili Taure Emilià Pal·ladi. Opus agriculturae[6][7][8][9][10]
  - La seva obra inclou diverses taules d’ombres per a cada mes de l’any. Aparentment per a la latitud 40.
  - Hi ha una traducció catalana de Ferrer Saiol datada el 1385.[11]
  - Hi ha una traducció al castellà, també de Ferrer Saiol.
- s. IX. Thabit Ibn Qurra, Œuvres d’astronomie, trad. Régis Morelon, Les Belles Lettres, Paris, 1987

- s. XIII. Johannes de Sacrobosco: Tractatus de Quadrante.[12]

- s. XIII. Al-Marrakuchi (Aboul Hassan Ali du Maroc). Traité des instruments astronomiques (1835). Tome II, Paris: 586-589.(Vegeu any 1834)

- c 1300. Joannes de Monte-Pessulano. Tractatus quadrantis veteris.[13]
- 1513. Johannes Stöffler: Elucidatio fabricae ususque astrolabii, Oppenheim[14]

- 1518. Johannes Stöffler: Calendarium Romanum Magnum, Oppenheim[15]

- 1518-1528. Georg Hartmann. Autor d’un tractat inèdit sobre rellotges de sol i astrolabis.
  - L'any 2002 el seu manuscrit fou traduït a l'anglès i publicat.[16]

- 1531. Sebastian Münster. Compositio horologiorum, in plano, muro, truncis, anulo, concavo, cylindro et quadrantibus.[17]

- 1532. Oronce Finé. Protomathesis.[18][19]

- 1544. Georg Vogtherr. Ein wolgegründs kunstreichs Summari Büchlin, aller Sonnen Vhr, auff acht..[20]

- 1560. Oronce Finé. First book of solar horology. Traducció anglesa per Peter I. Drinkwater (1990).[21]

- 1564. Elie Vinet: La manière de fere les solaires, que communément on appelle Quadrans, Poitiers[22]

- 1565. Giovanni Battista Vimercato: Dialogo della descrittione teorica et pratica de gli horologi solari, Ferrare[23]

- 1567. Giovanni B. Vimercato. Dialogo de gli horologi solari.[24]

- 1575. Pedro Roiz: Libro de relojes solares.[25][26][27][28]
  - Deixeble de Jeroni Munyós

- 1576: Hermann Witekind: Conformatio Horologiorum sciotericorum, Heidelberg[29]

- 1598. Tycho Brahe: Astronomiæ Instauratæ Mechanica, Wandesburg.[30]

- 1598. Philipp Uffenbach: Bericht und Erklärung Zweyer beygelegten künstlichen Kuperstücken…, Francfort.[31]

- 1599. Christopher Clavius. Horologium. Nova Descriptio.[32]

- 1603. Christopher Clavius. Compendium breuissimum describendorum horologiorum horizontalium ac declinantium.[33]

- 1604. Thomas Fale. Horologiographia: The art of dialling.[34]

- 1608. Jean Bullant: Geometrie et Horlogiographie pratique.[35]

- 1608. Johannes Voellus: De Horologiis Sciothericis, Tournon, 1608.[36]

- 1614. Muzio Oddi. De gli horologi solari nelle superficie piane.[37]

- 1633. Diego López de Arenas: Carpintería de lo blanco y tratado de alarifes de relojes de sol.[38]

- 1635. Giuseppe Biancani. Constrvctio instrvmenti ad horologia solaria describenda per opportuni..[39]
- 1635. Hugh Sempill: De Mathematicis Disciplinis Libri Duodecim, Anvers, 1635

- 1638-75. Samuel Foster The Art of Dialling
  - 1702. William Leybourn fou l'editor de l'obra anterior The Art of Dialling.[40]
- 1640. Vaulezard: Traicté ou usage du quadrant analematique, Paris
- 1643. Abrahan Bosse. La maniere universelle de Mr. Desargues pour poser l'essieu et placer les heures et autres choses aux cadrans an soleil.[41]

- 1644. Vaulezard: Traitté de l’origine, demonstration, construction & usage du quadrant analematique, Paris

- 1646. Athanasius Kircher: Ars magna lucis et umbrae.[42]

- 1658. Anthony Thompson: The Whole Art of Reflex Dialling, Londres

- 1673. Franciscus Hallus, "Linus": Explicatio Horologii in orto regio londini. Leodii Eburonum.[43]

- 1674. Andrés Dávila Heredia: Reloxes orizontales. Arte de medir tierras noticia para trazar con regla y compás. València.[44]

- 1678. Carvalho Da Costa: Tratado de fabrica e uso....[45]

- 1679. Christoph Grienberger. Nova imaginum caelestium prospectiva.[46]

- 1682. Martin de Echegaray: Declaración del quadrante de las Cathedrales de las Indias. Con una nueva regla para facilitar sus quentas y horas. Mexico: Lupercio.[47]

- 1682. Henry Wynne: The general Horological-Ring Or Universal Ring-Dial, Londres

- 1688. Bartolommeo SCANAVACCA. Novissima inventione per dissegnare con grandissima facilità e prestezza horologi solari, Italiani, Babilonici, e Francesi.[48]

- 1690. La Gnomonique pratique.[49]

- 1690. Claude François Milliet Dechales. Cursus mathematicus. Tomus quartus complectens musicam, pyrotechniam, astrolabium, gnomonicam, astronomiam, astrologiam, tractatum de meteoris, & kalendarium.[50]

- 1695. Francisco Folgado. Suma de reloges solares y particulares. Manuscrito « Fue escrita en la villa de Chelva..., 1695 » {{format ref}} https://bivaldi.gva.es/es/consulta/registro.do?id=12206

- 1702. Johann Zahn: Oculus Artificialis, Nuremberg

- 1709. Tomàs Vicent Tosca i Mascó. Tratado de Gnomónica.[51]

- 1715. Christian Wolff: Elementa Matheseos Universae, Halle

- 1721. Jo. Peterson Stengelii. Jo. Peterson Stengelii”, Sueci, Gnomonica Universalis, Sive Praxis Amplissima Geometrice describendi Horologia Solaria.[52]

- 1723. Pedro Enguera: Breve tratado de relojes solares. Madrid.[53]

- 1727. Francisco Alvarez: Breve tratado de reloxes solares y architectura. Madrid.[54]
- 1737. Leonardo Ximenes: Del Vecchio e Nuovo Gnomone Fiorentino, Florence.[55]

- 1751. J. Tulawski. Gnomonica facilitata, seu methodus arithmetica delineandi horologia regularia et irregularia: per tabulas rite calculatas et combinatas.. exposita.[56]

- 1756. Johannes Wendlingen. Explicación y uso de la meridiana que ha efectuado. Madrid.

- 1757. Juan Vives. Manuscrito sobre la construcción de relojes de sol. Escrito por Juan Vives, presbítero de la Villa de Felanitx.

- 1757. Joannis Baptistae Corachan.. Mathesis sacra: ex Bibliotheca Gregorii Majansii.[57]

- 1757. Matthæus Wagner. Gnomonicae universalis: de horologiis sciathericis regularibus.[58]

- 1758. Jean-Étienne Montucla. Histoire de la Gnomonique ancienne et moderne.[59]
- 1758. Edmund Stone: The Construction and Principal Uses of Mathematical Instruments, Londres

- 1763. Arfe y Villafañé, Juan de: Varia commensuracion para la escultura y la arquitectura. Madrid; Miguel Escribano.[60]

- 1764. A.G. Pingré: Mémoire sur la colonne de la halle aux bleds et sur le cadran cylindrique que l'on construit au haut de cette colonne, París. 43 pp.[61]
- 1765. Mauro Sarti. De veteri quodam Solari Horologio.

- 1770. Benjamin Martin. Horologia Nova.[62][63]

- 1776. Benet Bails. Principios de Matematica, donde se enseña la especulativa, con su aplicación..., Gnomónica,.[64]

- 1778. J. Ozanam: Recreation Mathematique et Physique. Paris.[65]
- 1779. Eustachio Zanotti: La meridiana del tempio di San Petronio, Bologne

- 1782. Breve tratado de relojes solares.[66]

- 1790. Bedos de Celles. La Gnomonique pratique.[67]

- 1792. Medauro Grulla. Arte de gobernar los reloxes por la equacion del tiempo: segunda edicion.[68]

- 1805. F.de FARIA E. ARAGÃO. Horografia ou gnomonica portugueza[69]
- 1822. Francisco Tallada y Mola. Tratado de gnomónica o práctica de reloxes de sol. Manresa: Ed. Martin Trullàs.

- 1823. Luigi Terzi. Gnomonica grafica, ossia Metodo facile per disegnare ogni sorta d'orologi[70]

- 1834. J.J. Sedillot - L.A. Sedillot: Traité des instruments astronomiques des Arabes. Paris. Reed. en: SEZGIN, F.: Frankfurt am Main: Institut für Geschichte der Arabisch-Islamischen Wissenschaften & Johann-Wolfgang-Goethe-Universität, 1984.[71]

- 1835. Al-Marrakuchi (Aboul Hhassan ali du Maroc). Traité des instruments astronomiques. Paris.(Vegeu referència anterior).

- 1836. Augustus de Morgan. An Explanation of the Gnomonic Projection of the Sphere; and of such points of astronomy as are most necessary in the use of astronomical maps, etc[72]

- 1844. L.A. Sedillot: Mémoire sur les instruments astronomiques des Arabes. Paris. Reed. en: SEZGIN, F.: Frankfurt am Main: Institut für Geschichte der Arabisch-Islamischen Wissenschaften & Johann-Wolfgang-Goethe-Universität, 1989.[73]

- 1851. José Hernández y Jiménez. Manual teórico y práctico de gnomónica, ó sea Tratado elemental de relojes solares.[74]

- 1854. Arfe, D. J.: Arte de construir toda especie de relojes de sol. Barcelona, Ed Saurí.[75][76]

- 1874. Rayet, M. G. Sur un cadran solaire grec trouvé à Heraclee du Latmos. C. R.[77]

- 1875. Blas Ainsa. Gnomónica popular.[78]
- 1880. Josep Espinal Fuster: La naturaleza y el hombre. Barcelona (amb un capítol sobre gnomònica)
- 1890. Codde. Cadran solaire spherique. "L'Astronomie", Avril, p. 156.
- 1896. Antonio Rovira Y Rabassa. Tratado de gnomónica considerada bajo el punto de vista de aplicación directa de la geometría descriptiva. Barcelona: Ed. Fossas.

- 1922. Guillaume Bigourdan: Gnomonique ou Traité théorique et pratique de la construction des cadrans solaires. Paris, Ed Gauthier-Villars.[79]

- 1923. Aguilar Cuadrado, Miguel: Cuadrantes solares. "Anuario del Observatorio Astronómico de Madrid", p. 385-446.[80]
- 1935. N. E. Scott: An Egyptian sundial. "Bulletin of the Metropolitan Museum of Art", New York, 30, p. 88-89
- 1939. Ernst Zinner. Die Ältesten Räderuhren und modernen Sonnenuhren. Bamberg.

- 1947. Eduardo Codina Armengol: Libros de gnomónica que posee la Biblioteca Municipal de Castellón. Ed. Almanaque Valenciano
- s/d. Tratado breve fácil y comprensible que enseña la construcción práctica de los relojes de sol, así horizontales como verticales. Manuscrit de la Biblioteca Municipal de Castelló. Veure: Eduardo Codina Armengol (1947).
- 1958. Darío Cabanelas. Relojes de sol hispano musulmanes. "Al Andalus", 23, p. 391-406.
- 1973. Albert E. Waugh. Sundials. Their theory and construction. New York; Ed. Dover.
- 1974. Joan Duch Mas. Localització d'un rellotge de sol a Guimerà. "XVII Assemblea Intercomarcal d'Estudiosos. L'Espluga de Francolí, setembre. Publicat a "Arrels". vol. II, Centre d'Estudis locals del Casal de l'Espluga de Francolí, 1983, p.129-136
- 1976. Joan Duch Mas. Localización de un reloj de sol romano en Guimerà. "Ilerda", XXXVI, p 215-227
- 1986. José Luis Basanta Campos. Relojes de piedra en Galicia. La Coruña, Ed Fundación Pedro Barrié de la Maza. 2a edición (2003).
- 1987. Thabit Ibn Qurra, Œuvres d’astronomie, trad. Régis Morelon, Les Belles Lettres, Paris

- 1988. Aldo Trinchero. L'ombra e il tempo. Torino: Vanel.[81]
- 1988. Joan Girbau i Badó: Rellotges de sol. Bellaterra, Universitat Autònoma, Facultat de Ciències.

- 1989. José Luis Basanta Campos. Relojes de sol de Bizkaya. Ed. Diputación Foral de Bizkaya.
- 1990. Joan Girbau i Badó: La latitud i la longitud en els mapes detallats. “La Busca de Paper”, núm. 8, tardor del 1990, p. 2-6

- 1991. Jorge Domènech Romà: Trazado y construcción de relojes de sol. Alacant: Ed. Aguaclara.[82]

- 1993. Josep Casulleras. Descripciones de un cuadrante solar atípico en el occidente musulmán. “Al-Qantara” Vol. XIV, p. 65-87
- 1993. Andrée Gotteland - Georges Camus: Cadrans solaires de Paris. CNRS Éditons.

- 1994. Nicola Severino. Storia della gnomonica: la storia degli orologi solari dall'antichata alla Rinascenza.[83]

- 1994 Joan Díaz i Suñer: El rellotge solar de la plaça de Sant Jordi a Matadepera: projecte i construcció. “La Busca de Paper”, n. 18, estiu i tardor, p. 1-6
- 1997. Nicola Severino. Storia dell’Obelisco e dell’orologio solare di Cesare Augusto in Campo Marzio, Atti dell’VIII Seminario Nazionale di Gnomonica, Porto S. Giorgio, 1997, p. 253-69
- 1998. Eduard Farré Olivé: Cuadrantes solares hispano-árabes. "Arte y Hora" n. 131H14, Nov-Dic, p. 20-27
- 2000. Joan Girbau i Badó: Com determinar l'orientació d'una paret. “La Busca de Paper”, núm. 37, maig-agost del 2000, p. 1-4
- 2002. Andrée Gotteland: Les cadrans solaires disparues de Paris. CNRS Éditons
- 2003. Siegfried Wetzel: Der Subsolare Punkt auf einer Globus-Sonnenuhr. "Deutsche Gesellschaft Für Chronometrie. Jahresschrift 2003", p. 148-152
- 2003. Nicola Severino. Orologi solari greco-romani. Aggiornamento ed integrazione al catalogo di Sharon Gibbs. Prima Edizione, Ottobre, Roccasecca
- 2005. Paolo Alberi Auber: L’orologio Solare orizzontale del Circo di Aquileia (2° sec. DC); il Plintio di Euporus. “Atti Istituto Veneto di Scienze Lettere ed Arti, Classe di Scienze fisiche, matematiche, narurali”, Tomo CLXIII (2004/2005). Venezia
- 2006. Paolo Alberi Auber: Gli Orologi Solari della Torre dei Venti di Atene e a Tinos del greco Andronico Cyrretse. “Archeografo Triestino – Società di Minerva Trieste” 1810 – Serie IV – 2006 – Volume LXVI (CXIV della Raccolta)
- 2008. Paolo Alberi Auber Gnomonica egizia: gli instrumenti "a copertura d'ombra". L'analisi gnomonica del papiro di Tanis (1º sec. dC). XV Seminario Nazionale di Gnomonica. Atti. Monclassico, Trento
- 2008. Joan Girbau i Badó: Rellotges de sol analemàtics amb analema. “La Busca de Paper”, núm. 60, gener-abril de 2008, p. 7-14
- 2008. Joan Girbau i Badó: La dona sense ombra. “La Busca de Paper”, núm. 62, hivern de 2008, p. 16-17
- 2008. Valentín González Sierra: Rellotge de sol horitzontal de reflexió de sobretaula. “La Busca de Paper”, núm. 60, gener-abril de 2008, p. 15-21
- 2008. Andrée Gotteland: Les Méridiennes du Monde et leur Histoire. Ed. Le Manuscrit

- 2009. José Fernández Nicolau: Interpretación y lectura de relojes de sol. Cuadrantes solares en l’Horta Nord. València, Consell Valencià de Cultura.[84]
- 2009. Valentín González Sierra: Rellotge vertical declinant amb hores solars i oficials. “La Busca de Paper”, núm. 63, primavera-estiu de 2009, p. 16-17
- 2010. Joan Girbau i Badó: El rellotge de sol de la façana nord de la Masia Mariona. “La Busca de Paper”, núm. 66, estiu de 2010, p. 22-24
- 2011. Joan Girbau i Badó: Un nou tipus de rellotge de sol. “La Busca de Paper”, núm. 68, primavera de 2011, p. 25-27
- 2017. Richard J. A. Talbert: Roman Portable Sundials: The Empire in Your Hand. Oxford University Press